# 四惠站
四惠站是一个位于中国北京市朝阳区高碑店地区东四环中路建国路、京通快速路交叉口四惠桥东北側，属于北京地铁1号线的地铁车站。
该站在复八线规划中被称为八王坟站，最终定名时取四环路的“四”字和通惠河的“惠”字得名:27，于1999年8月17日通过验收，同年9月28日随复八线的开通而启用。2000年6月28日，复八线与原1号线连通合并。2003年12月27日，八通线通车，该站成为八通线起点站。2021年8月29日，1号线与八通线贯通运营，八通线起点站改为高碑店站，本站则完全改为1号线运营车站。

## 车站结构
四惠站一層為月台層，二層為大廳層。原八通线月台西端设有交叉渡线，供八通线所有列车进行折返，同样在月台东端设有一条单渡线供列车进行站前折返。1号线月台西端及东端分别设有一条单渡线，以及在八通线及1号线东端路轨中间设有一条联络线，方便列车进行车务调度使用。2021年8月29日，四惠站南侧的八通线站台在1号线与八通线贯通运营后封闭停用，站厅南部通往原八通线站台的楼梯也被封闭。
| 地上二层 站厅层 | 站厅                                  | A-E出入口、票务服务、自动售票机、一卡通充值 |
| 地上一层 站台层 |                                       | 1号线往古城（大望路）                       |
| 地上一层 站台层 | 岛式站台，左侧開门                    |                                             |
| 地上一层 站台层 | 1号线往环球度假区（八通线）（四惠东） |                                             |
| 地上一层 站台层 | 备用轨道                              |                                             |
| 地上一层 站台层 | 岛式站台（备用）                      |                                             |
| 地上一层 站台层 | 备用轨道                              |                                             |

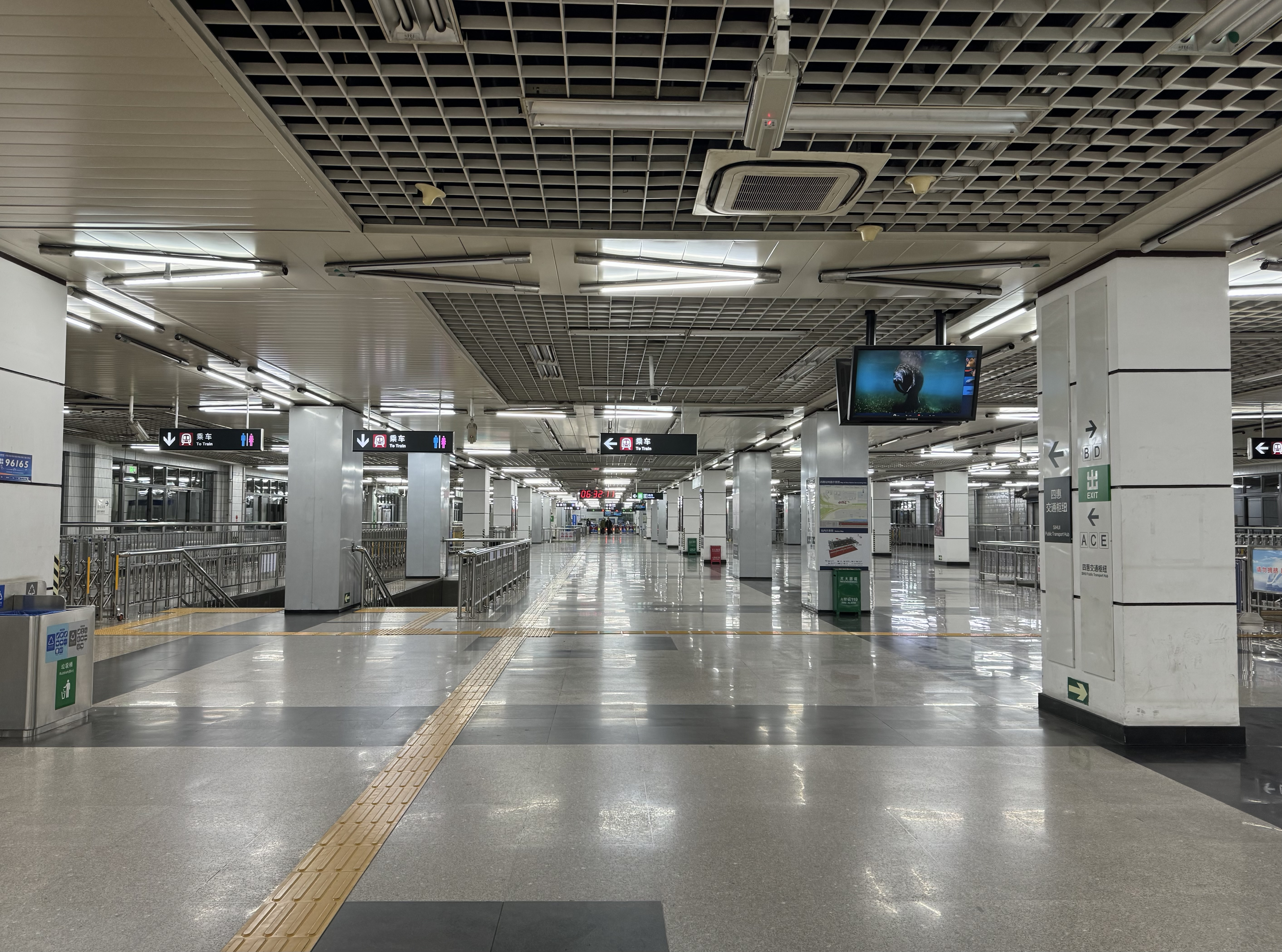
四惠站的站厅 （2025年1月摄）
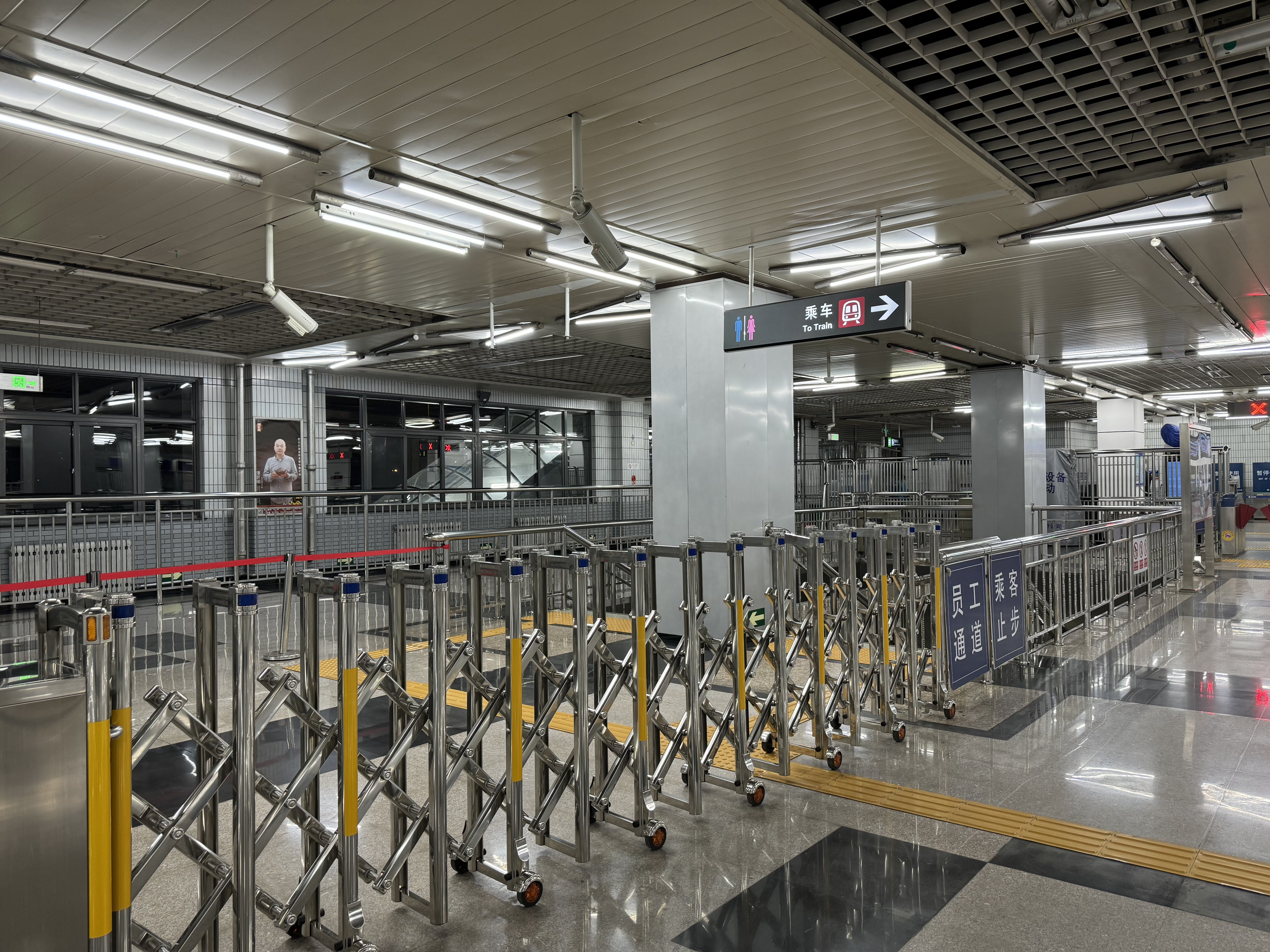
站厅中被围蔽的前往原八通线站台的楼梯口 （2025年1月摄）
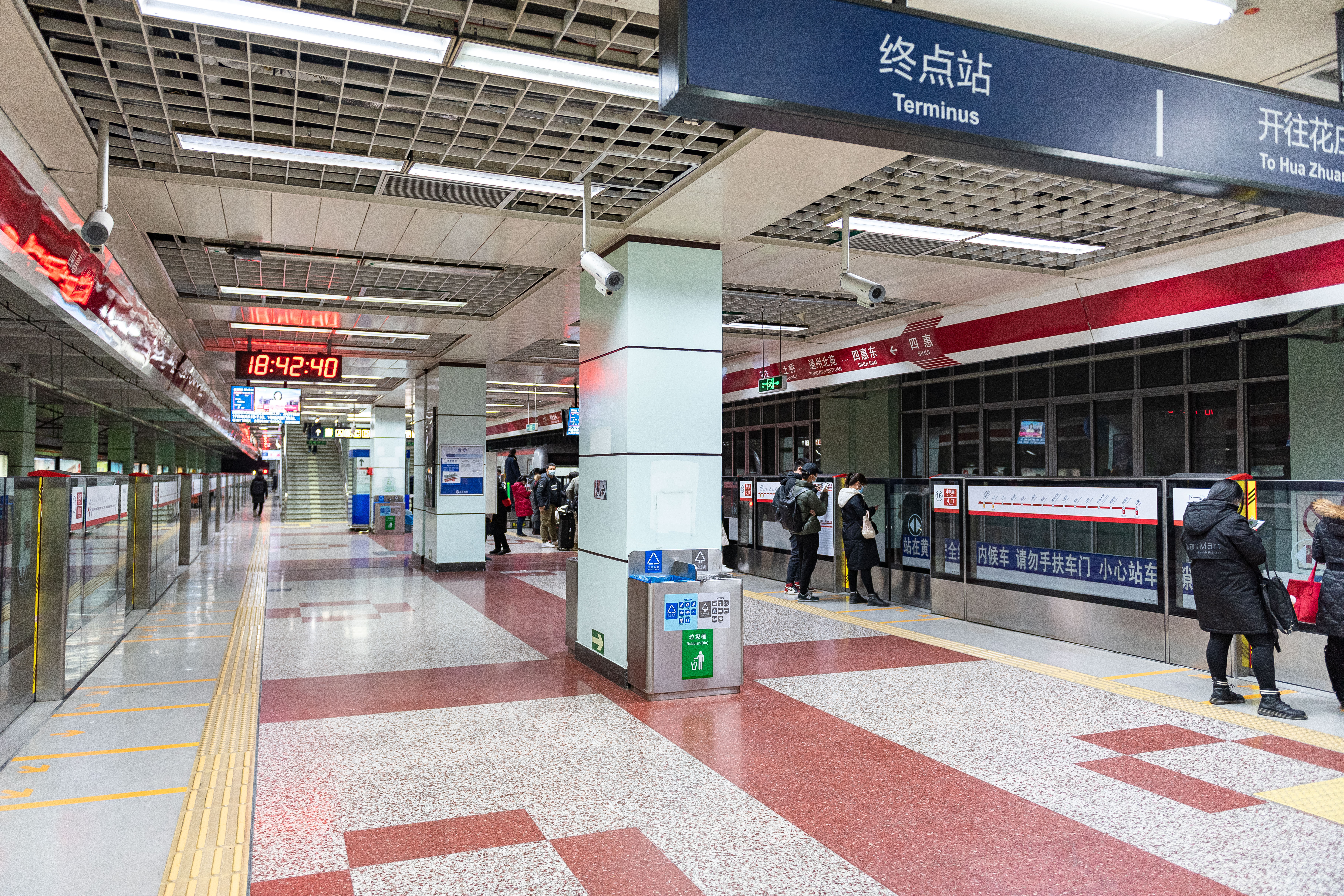
八通线站台 （2021年2月摄）
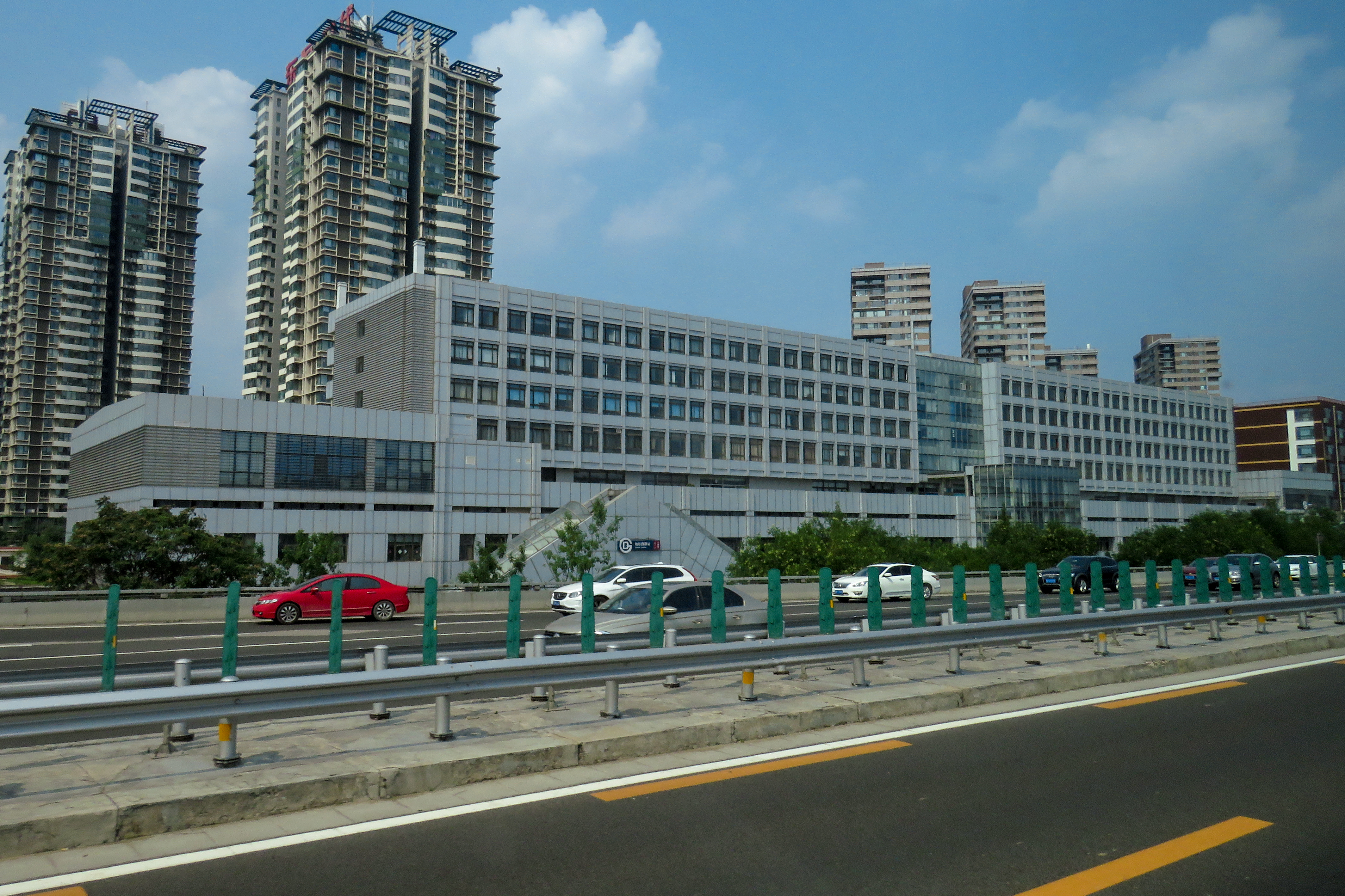
四惠站的站房 （2018年7月摄）
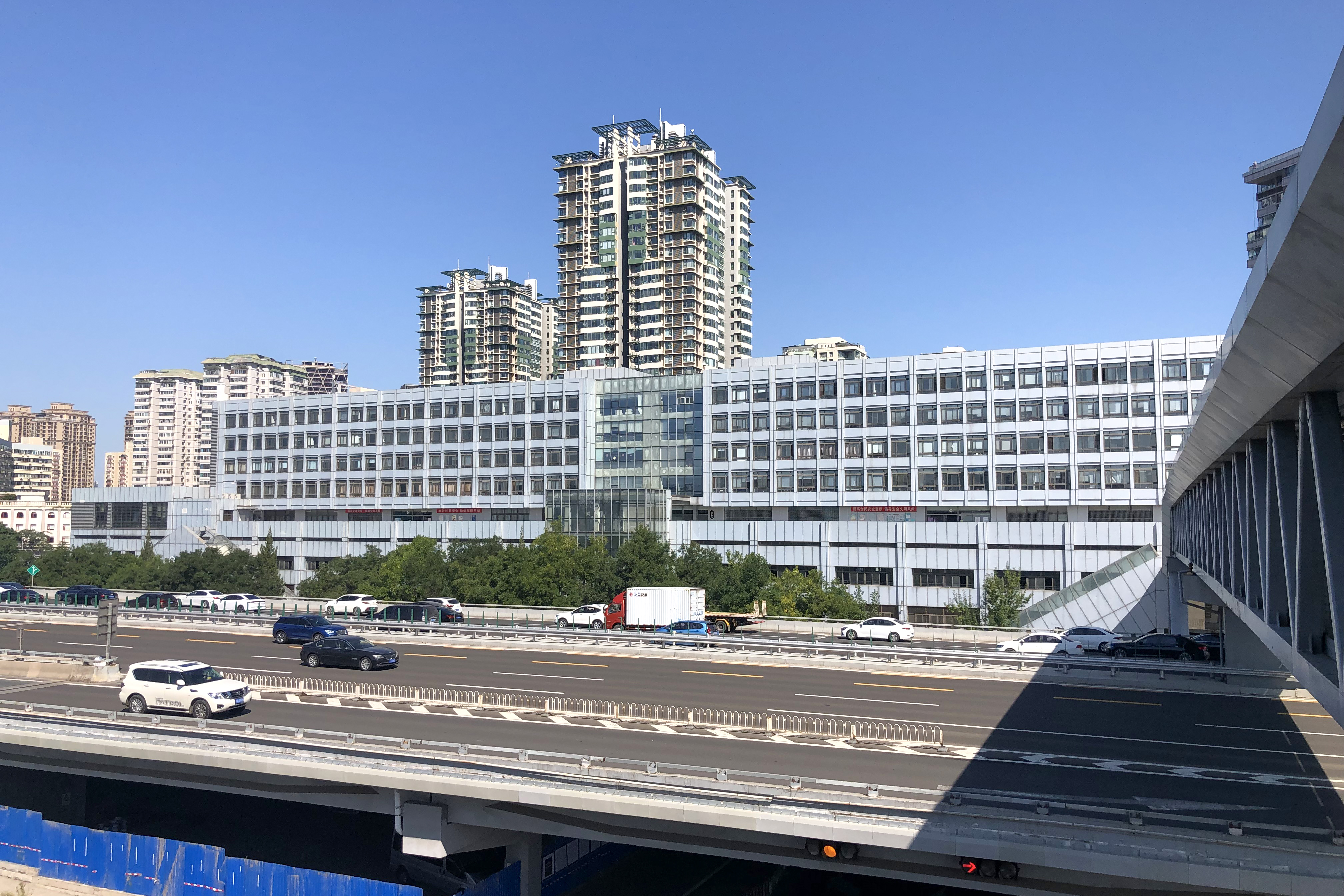
从四惠枢纽天桥拍摄的四惠站南站房 （2021年9月摄）
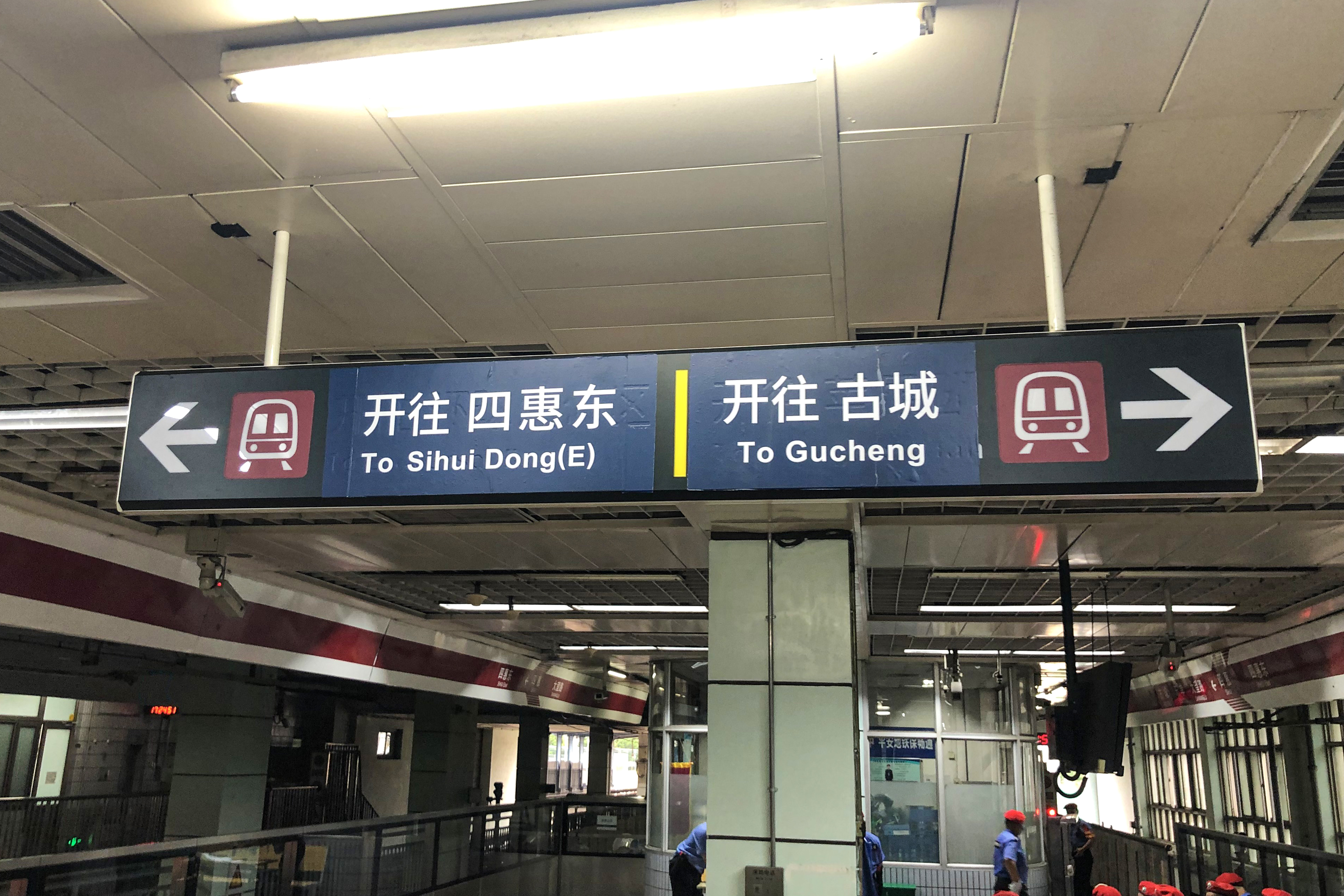
已更换为与八通线贯通后版本但仍用贴纸遮盖的1号线站台方向指示牌（2021年8月摄）
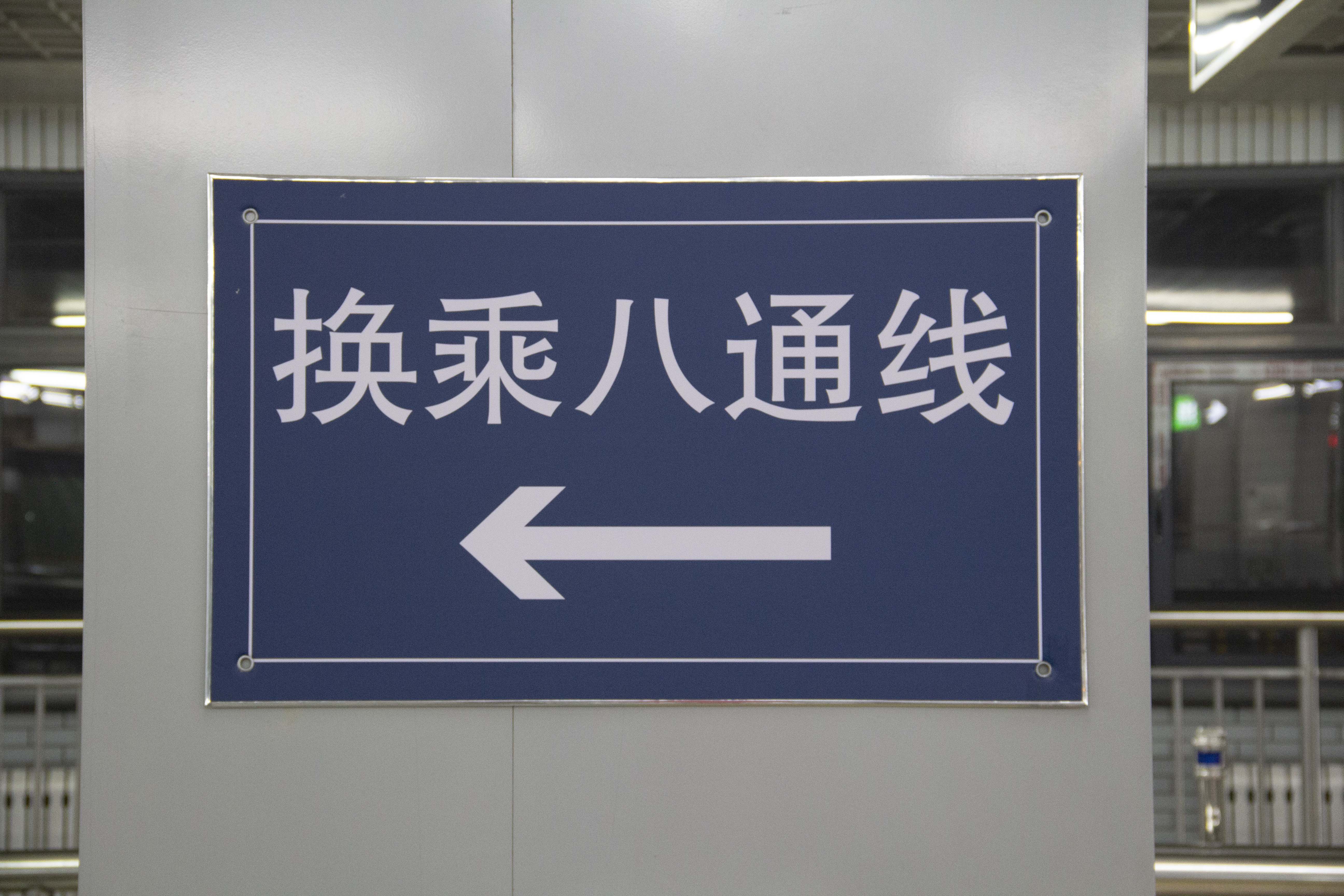
原站内换乘八通线的提示
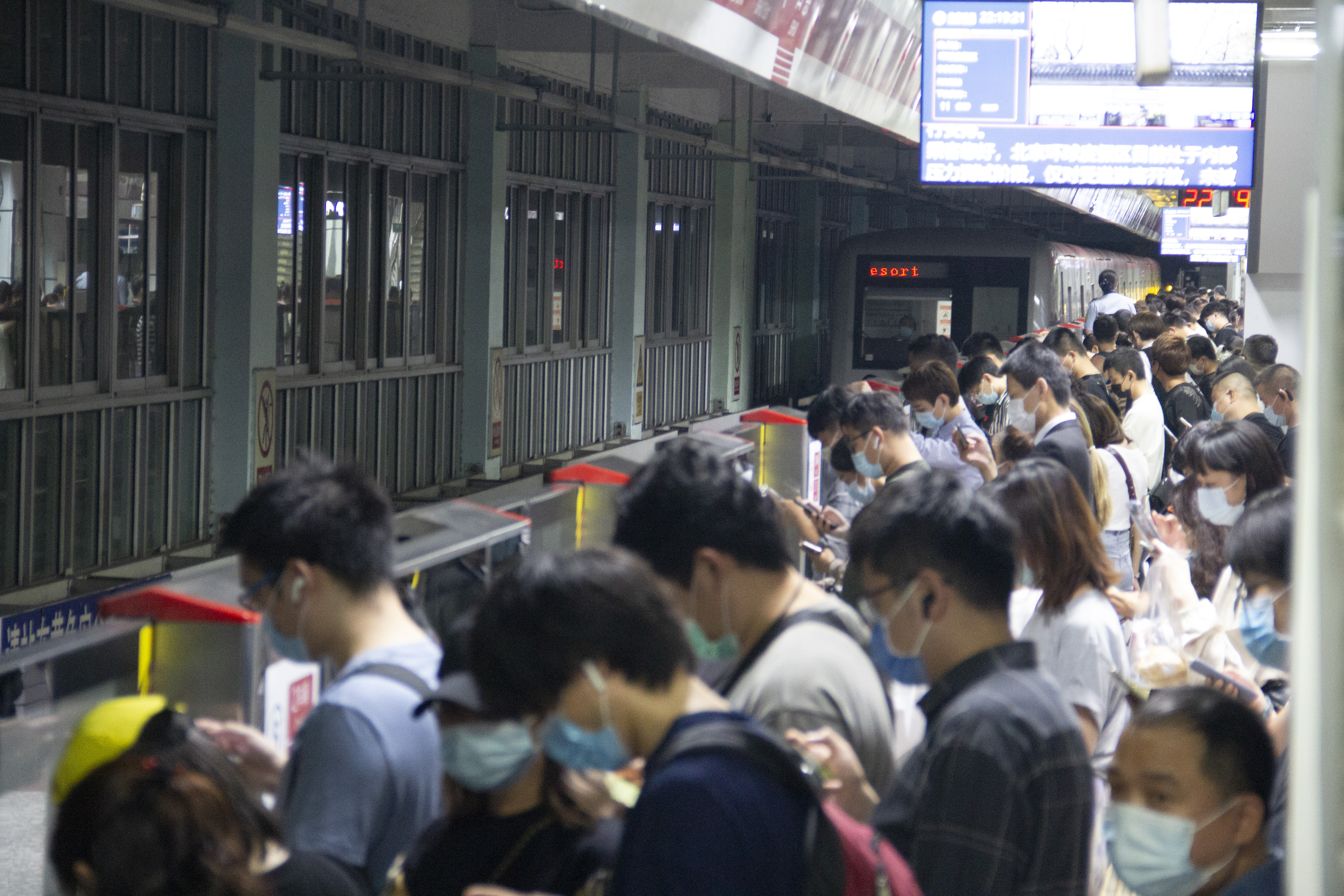
1号线、八通线贯通运营前，乘客在等候八通线列车
- 停止载客前，四惠站八通线部分最后一列客车驶入。
- 停止载客前，四惠站八通线部分最后一列客车驶离。首辆车的编号为“010886”。
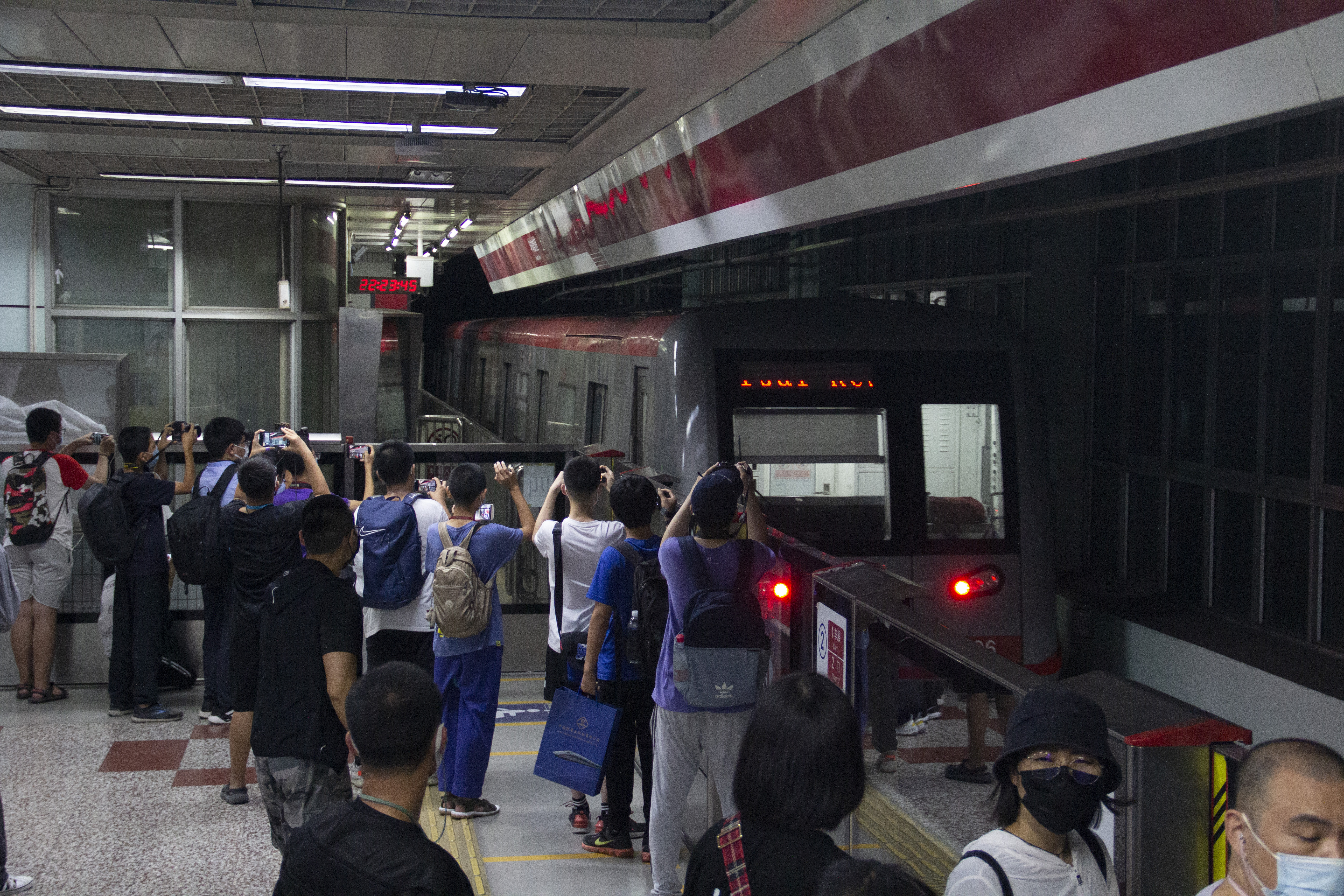
一八贯通运营前，许多地铁迷在拍照留念

## 位置及名称
四惠站位于京通快速路、通惠河北路和东四环中路交汇的四惠桥东北侧。京通快速路南侧为四惠交通枢纽，设有天桥跨过京通快速路，方便换乘。
本站所在的位置旧称前八里庄，因朝阳门外石板路距朝阳门八里处而得名，路南称“前八里庄”，路北称“后八里庄”（即今朝阳八里庄）。“四惠”一名则于修建四环路时产生，因四环路与通惠河交汇处而得名:28。此外本站在规划建设阶段曾称八王坟站，“八王坟”一名因努尔哈赤第十二子阿濟格的墓地而得名，但该墓地的原址位于今西大望路西南侧、通惠河北岸:26。

## 出口
这个地铁站一共有6个出口：A东南、B西南、C1東北、C2东北（不通地面）、D西北、E北。
|                           |        |                              |      |            |
| 编号                      | 指示   | 建议前往的目的地             | 照片 | 无障碍设施 |
| 出口 · A · 轮椅升降台标志 |        | 四惠交通枢纽、四惠机场巴士站 |      |            |
| 出口 · B                  | 建国路 |                              |      | 不適用     |
| 出口 · C · 1              |        | 金地·名京                    |      | 不適用     |
| 出口 · C · 2              |        | 通惠家园                     |      | 不適用     |
| 出口 · D                  |        | 力源里小区、远洋国际中心A座  |      | 不適用     |
| 出口 · E                  |        | 金地·名京、远洋国际中心A座   |      | 不適用     |
| 註： 設有輪椅升降台       |        |                              |      |            |

## 購票
北京地鐵的大多數地鐵車站的單程票購票需要實名信息。但本站已自行取消購票實名制。